# Ross Brown (wioślarz)
Ross Brown (ur. 17 października 1981 r. w Bentley) – australijski wioślarz.

## Osiągnięcia
- Mistrzostwa Świata – Gifu 2005 – dwójka bez sternika wagi lekkiej – 11. miejsce[1].
- Mistrzostwa Świata – Monachium 2007 – dwójka bez sternika wagi lekkiej – 3. miejsce[1].
- Mistrzostwa Świata – Poznań 2009 – czwórka bez sternika wagi lekkiej – 14. miejsce[1].